# Jutta Geikler
Jutta Geikler (* 6. Oktober 1948 in Wernigerode) ist eine ehemalige deutsche Politikerin. Sie war für die PDS von 1994 bis 1998 Mitglied im Landtag Sachsen-Anhalt.

## Ausbildung und Leben
Jutta Geikler machte nach dem Abschluss der 10. Klasse bis 1968 eine Ausbildung zur Fotografin. Bis 1971 war sie Verkehrspolizistin, bis 1980 Fotografin in der Kriminaltechnik. Später war sie Mitarbeiterin in der Wohnungspolitik. 
Sie war ehrenamtliche Vorsitzende des Mietervereins Wernigerode. Nach dem Ausscheiden aus dem Landtag arbeitete sie hauptberuflich als Geschäftsführerin des Mietervereins Wernigerode. 2008 beendete der Verein die Tätigkeit und erstattete Strafanzeige, nachdem seit 2001 finanzielle Unregelmäßigkeiten erfolgten.
Jutta Geikler ist verheiratet und hat zwei Kinder.

## Politik
Jutta Geikler war von 1992 bis 1998 Mitglied der PDS. Seit 1991 war sie Stadtverordnete in Wernigerode, stellvertretende Präsidentin der Stadtverordnetenversammlung und seit Juni 1994 Stadträtin in Wernigerode. Bei der Landtagswahl in Sachsen-Anhalt 1994 wurde sie über die Landesliste in den Landtag gewählt. Im Landtag war sie Mitglied des Ältestenrates, stellvertretende Vorsitzende der PDS-Fraktion, Vorsitzende des Ausschusses für Wohnungswesen, Städtebau und Verkehr und Mitglied im Ausschuss für Finanzen.